# Mons Monsen Mjelde
Mons Monsen Mjelde, född 1862 i Haus på Osterøy, död 1924, var en norsk tidningsman. Han var bror till Ole Monsen Mjelde.

## Biografi
Mjelde blev 1884 medarbetare i "Verdens Gang", var 1885–87 redaktör för "Kristianiaposten", medarbetade i olika tidningar och blev 1906 redaktör för "Norges Handels og Sjøfartstidende" samt 1910 redaktör för "Verdens Gang".
Mjelde var från 1914 Londonkorrespondent till Köpenhamnstidningen "Politiken" och från 1920 norsk pressattaché i London. På egen hand studerade han högre matematik och bedrev ingående studier om Leif Erikssons resor till Vinland, vilka han med navigationsberäkningar sökte lokalisera (han dog, innan dessa utgetts). Helge Krog tecknade en bild av Mjelde i redaktören i skådespelet "Det store Vi".